# Campeonato Europeo de Waterpolo Masculino de 2008
El XXVIII Campeonato Europeo de Waterpolo Masculino se celebró en Málaga (España) entre el 3 y el 13 de julio de 2008. El evento fue organizado por la Liga Europea de Natación (LEN) y la Real Federación Española de Natación.
Los partidos se efectuaron en el Centro Acuático de Málaga. Participan en total 12 selecciones nacionales divididas en 2 grupos. La mascota del evento, llamada goterón, fue una gota de agua con bañador, un balón y un gorro de waterpolo con la frase MÁLAGA 08.

## Grupos
| Grupo A    | Grupo B             |
| ---------- | ------------------- |
| Hungría    | Serbia              |
| España     | Rumania             |
| Grecia     | Italia              |
| Croacia    | Rusia               |
| Eslovaquia | Alemania            |
| Montenegro | Macedonia del Norte |

## Fase preliminar
El primer equipo de cada grupo pasa directamente a la semifinal. Los equipos clasificados en segundo y tercer puesto tienen que disputar primero los cuartos de final. 

### Grupo A
| Equipo     | J | G | E | P | GF | GC | DG  | PTS |
| ---------- | - | - | - | - | -- | -- | --- | --- |
| Montenegro | 5 | 4 | 0 | 1 | 48 | 37 | +11 | 12  |
| Hungría    | 5 | 4 | 0 | 1 | 54 | 32 | +22 | 12  |
| Croacia    | 5 | 3 | 1 | 1 | 52 | 38 | +14 | 10  |
| España     | 5 | 2 | 0 | 3 | 42 | 38 | +4  | 6   |
| Grecia     | 5 | 1 | 1 | 3 | 42 | 41 | +1  | 4   |
| Eslovaquia | 5 | 0 | 0 | 5 | 19 | 71 | -52 | 0   |

- Resultados

| Fecha | Hora¹ | Partido    | Partido | Partido    | Resultado |
| ----- | ----- | ---------- | ------- | ---------- | --------- |
| 04.07 | 09:30 | Eslovaquia | -       | Grecia     | 3-12      |
| 04.07 | 19:30 | Hungría    | -       | Croacia    | 10-9      |
| 04.07 | 21:00 | España     | -       | Montenegro | 7-8       |
| 05.07 | 11:00 | Hungría    | -       | Eslovaquia | 19-3      |
| 05.07 | 19:30 | Montenegro | -       | Grecia     | 11-10     |
| 05.07 | 21:00 | España     | -       | Croacia    | 7-11      |
| 06.07 | 12:30 | Hungría    | -       | Grecia     | 8-3       |
| 06.07 | 18:00 | Croacia    | -       | Montenegro | 7-6       |
| 06.07 | 21:00 | Eslovaquia | -       | España     | 4-12      |
| 07.07 | 11:00 | Croacia    | -       | Eslovaquia | 15-5      |
| 07.07 | 19:30 | Hungría    | -       | Montenegro | 9-10      |
| 07.07 | 21:00 | España     | -       | Grecia     | 9-7       |
| 08.07 | 09:30 | Eslovaquia | -       | Montenegro | 4-13      |
| 08.07 | 18:00 | Grecia     | -       | Croacia    | 10-10     |
| 08.07 | 21:00 | Hungría    | -       | España     | 8-7       |

- (¹) -  Hora local de Málaga (UTC+2, CEST)

### Grupo B
| Equipo              | J | G | E | P | GF | GC | DG  | PTS |
| ------------------- | - | - | - | - | -- | -- | --- | --- |
| Serbia              | 5 | 4 | 1 | 0 | 68 | 31 | +37 | 13  |
| Italia              | 5 | 4 | 0 | 1 | 55 | 35 | +20 | 12  |
| Alemania            | 5 | 3 | 0 | 2 | 39 | 42 | -3  | 9   |
| Macedonia del Norte | 5 | 1 | 1 | 3 | 35 | 56 | -21 | 4   |
| Rumania             | 5 | 1 | 1 | 3 | 37 | 46 | -9  | 4   |
| Rusia               | 5 | 0 | 1 | 4 | 35 | 59 | -24 | 1   |

- Resultados

| Fecha | Hora¹ | Partido             | Partido | Partido             | Resultado |
| ----- | ----- | ------------------- | ------- | ------------------- | --------- |
| 04.07 | 11:00 | Macedonia del Norte | -       | Rumania             | 10-6      |
| 04.07 | 12:30 | Serbia              | -       | Alemania            | 17-5      |
| 04.07 | 18:00 | Rusia               | -       | Italia              | 6-12      |
| 05.07 | 09:30 | Macedonia del Norte | -       | Serbia              | 6-23      |
| 05.07 | 12:30 | Alemania            | -       | Rusia               | 13-4      |
| 05.07 | 19:30 | Rumania             | -       | Italia              | 7-12      |
| 06.07 | 09:30 | Rusia               | -       | Macedonia del Norte | 9-9       |
| 06.07 | 11:00 | Serbia              | -       | Rumania             | 6-6       |
| 06.07 | 19:30 | Italia              | -       | Alemania            | 12-6      |
| 07.07 | 09:30 | Rumania             | -       | Alemania            | 4-8       |
| 07.07 | 12:30 | Macedonia del Norte | -       | Italia              | 5-11      |
| 07.07 | 18:00 | Serbia              | -       | Rusia               | 11-6      |
| 08.07 | 11:00 | Alemania            | -       | Macedonia del Norte | 7-5       |
| 08.07 | 12:30 | Rusia               | -       | Rumania             | 10-14     |
| 08.07 | 19:30 | Italia              | -       | Serbia              | 8-11      |

- (¹) -  Hora local de Málaga (UTC+2, CEST)

## Fase final
|  | Cuartos final | Cuartos final | Cuartos final |            |   | Semifinales | Semifinales  | Semifinales  |              |         | Final   | Final   | Final |  |
|  |               |               |               |            |   |             |              |              |              |         |         |         |       |  |
|  |               |               |               |            |   |             |              |              |              |         |         |         |       |  |
|  |               |               |               |            |   |             |              |              |              |         |         |         |       |  |
|  |               |               |               |            |   |             |              |              |              |         |         |         |       |  |
|  |               |               |               |            |   |             |              |              |              |         |         |         |       |  |
|  |               | Hungría       | Hungría       | 7          |   |             |              |              |              |         |         |         |       |  |
|  |               |               |               | 7          |   |             |              |              |              |         |         |         |       |  |
|  |               |               | Serbia        | Serbia     | 8 |             |              |              |              |         |         |         |       |  |
|  | Hungría       | Hungría       | Serbia        | Serbia     | 8 | 14          |              |              |              |         |         |         |       |  |
|  | Hungría       | Hungría       |               |            |   |             |              |              |              |         |         |         |       |  |
|  | Alemania      | Alemania      | 8             |            |   |             |              |              |              |         |         |         |       |  |
|  | Alemania      | Alemania      | 8             |            |   |             |              |              |              | Serbia  | Serbia  | 5       |       |  |
|  |               |               |               |            |   |             |              |              |              | Serbia  | Serbia  | 5       |       |  |
|  |               |               | Montenegro    | Montenegro | 6 |             |              |              |              |         |         |         |       |  |
|  |               |               | Montenegro    | Montenegro | 6 |             |              |              |              |         |         |         |       |  |
|  |               |               |               |            |   |             |              |              |              |         |         |         |       |  |
|  |               |               |               |            |   |             |              |              |              |         |         |         |       |  |
|  |               | Croacia       | Croacia       | 7          |   |             | Tercer lugar | Tercer lugar | Tercer lugar |         |         |         |       |  |
|  |               |               |               | 7          |   |             | Tercer lugar | Tercer lugar | Tercer lugar |         |         |         |       |  |
|  |               |               | Montenegro    | Montenegro | 9 |             |              |              |              |         |         |         |       |  |
|  | Croacia       | Croacia       | Montenegro    | Montenegro | 9 | 8           |              |              | Hungría      | Hungría | 15      |         |       |  |
|  | Croacia       | Croacia       |               |            |   |             |              |              | Hungría      | Hungría | 15      |         |       |  |
|  | Italia        | Italia        | 7             |            |   |             |              |              |              |         | Croacia | Croacia | 14    |  |
|  | Italia        | Italia        | 7             |            |   |             |              |              |              |         | Croacia | Croacia | 14    |  |
|  |               |               |               |            |   |             |              |              |              |         |         |         |       |  |

### Cuartos de final
| Fecha | Hora¹ | Partido | Partido | Partido  | Resultado |
| ----- | ----- | ------- | ------- | -------- | --------- |
| 09.07 | 19:30 | Hungría | -       | Alemania | 14-8      |
| 09.07 | 21:00 | Croacia | -       | Italia   | 8-7       |

### Semifinales
| Fecha | Hora¹ | Partido | Partido | Partido    | Resultado |
| ----- | ----- | ------- | ------- | ---------- | --------- |
| 11.07 | 19:30 | Croacia | -       | Montenegro | 7-9       |
| 11.07 | 21:00 | Hungría | -       | Serbia     | 7-8       |

- (¹) -  Hora local de Málaga (UTC+2, CEST)

### Tercer lugar
| Fecha | Hora¹ | Partido | Partido | Partido | Resultado |
| ----- | ----- | ------- | ------- | ------- | --------- |
| 13.07 | 19:30 | Croacia | -       | Hungría | 14-15     |

### Final
| Fecha | Hora¹ | Partido    | Partido | Partido | Resultado |
| ----- | ----- | ---------- | ------- | ------- | --------- |
| 13.07 | 21:00 | Montenegro | -       | Serbia  | 6-5       |

- (¹) -  Hora local de Málaga (UTC+2, CEST)

## Medallero
|            |        |         |
| Montenegro | Serbia | Hungría |

## Estadísticas

### Clasificación general
| 1. Montenegro          |
| 2. Serbia              |
| 3. Hungría             |
| 4. Croacia             |
| 5. Italia              |
| 6. Alemania            |
| 7. España              |
| 8. Macedonia del Norte |
| 9. Rumania             |
| 10. Rusia              |
| 11. Grecia             |
| 12. Eslovaquia         |

- Datos: Q974037
- Multimedia: 2006 LEN European Championships / Q974037